# 古和釜町
古和釜町（こわがまちょう）は、千葉県船橋市の地名。丁番を持たない単独町名である。郵便番号は274-0061。

## 地理
北北西で金堀町、北西で楠が山町、西で大穴北、北東で八千代市吉橋、緑が丘西、東で坪井町、南で松が丘と隣接する。近年では宅地化が進んでいるが、北部を木戸川が、東部を桑納川が流れ、稲作と畑作が広く営まれている。

## 歴史
古和釜地区の始まりは平安時代の頃だとされ、大和国（現在の奈良県）から移民してきた人びとによって切り開かれたと言われている。
また、中世には下野国足利(現在の栃木県足利市)の領主であった源義康の子・源義道(後に石神隼人と改名)が移り住み、小穴城（別名・古和釜城）を築城したという伝承も残る。現在の調査によると本地区に関する最も古い資料は、東光寺から出土した1391年（明徳2年）銘の石塔の一部であり、南北朝時代には既に集落が存在していたと思われる。
江戸時代になると1660年代（寛文年間）頃には一時、下野国皆川藩領（現在の栃木県栃木市皆川地区に存在した藩）となり、続いて旗本の松平氏の知行地とされた。
明治時代になると、1889年（明治22年）には豊富村の大字となり、1955年（昭和30年）に船橋市古和釜町となった。そして、1973年（昭和48年）には、古和釜地区の一部が松が丘地区といて分離独立した。
戦後、高根台団地が造成される1961年（昭和36年）の時点までは、古和釜の町域は現在の高根台三丁目にまで及んでいた。同団地に触発される形で当時の古和釜町の南部一帯が宅地化、人口が急増していった。その結果、1973年（昭和48年）3月1日付でこの古和釜町南部に住居表示が施行され、松が丘一〜五丁目及び高根台三丁目として独立。比較的宅地化が進行していなかった北部地域は古和釜町のまま現在に至る。古和釜町が開拓される以前の江戸時代初期には伊勢神宮の神領や千葉氏の領地、江戸時代末期には徳川幕府と松平氏の領地であったことが伝えられている。

### 地名の由来
桑納川と木戸川の合流地点付近に、人間の胸のあたりまで没する窪地（穴＝釜）があり、その周辺が奈良県の古和から移住してきた人々によって開かれた土地であったため古和釜と呼ばれるようになった。全国各地に存在する 古和清水(子和清水)の伝説とは関係性がない。

## 世帯数と人口
2017年（平成29年）11月1日現在の世帯数と人口は以下の通りである。
| 町丁     | 世帯数  | 人口    |
| -------- | ------- | ------- |
| 古和釜町 | 665世帯 | 1,460人 |

## 小・中学校の学区
市立小・中学校に通う場合、学区は以下の通りとなる。
| 番地 | 小学校               | 中学校               |
| ---- | -------------------- | -------------------- |
| 全域 | 船橋市立古和釜小学校 | 船橋市立古和釜中学校 |

## 交通

### 鉄道
- 町内に鉄道駅は存在しない。(最寄り駅は東葉高速鉄道船橋日大前駅となる)

### 路線バス

#### 京成バス千葉ウエスト
- 古和釜十字路停留所
- 古和釜西口停留所
- 古和釜高校停留所

### 道路

#### 都道府県道
- 千葉県道57号千葉鎌ケ谷松戸線

#### その他
- 都市計画道路3・4・25号宮本古和釜町線(地元民からは「バス通り」の愛称で親しまれる)

## 施設
- 第一の森
- 千葉県立船橋古和釜高等学校
- 福寿荘
- サングリーンテニスクラブ
- 東光寺
- 八王子神社
- 船橋市東消防署古和釜分署
- 船橋市消防訓練センター

## 文化財
市指定
- 石造自休大徳坐像（有彫）